# Aphananthe philippinensis
Aphananthe philippinensis är en hampväxtart som beskrevs av Jules Émile Planchon. Aphananthe philippinensis ingår i släktet Aphananthe och familjen hampväxter. Inga underarter finns listade i Catalogue of Life.

## Bildgalleri

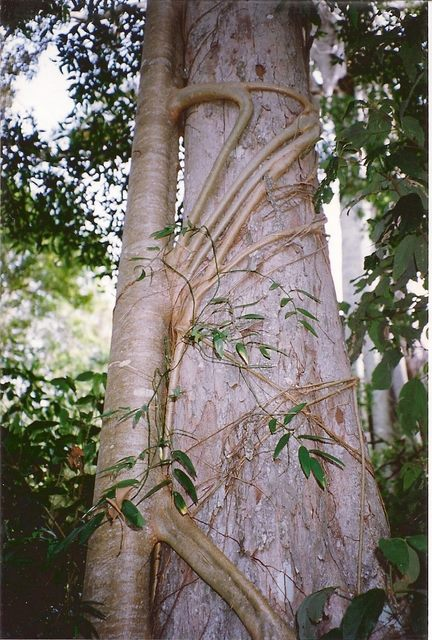
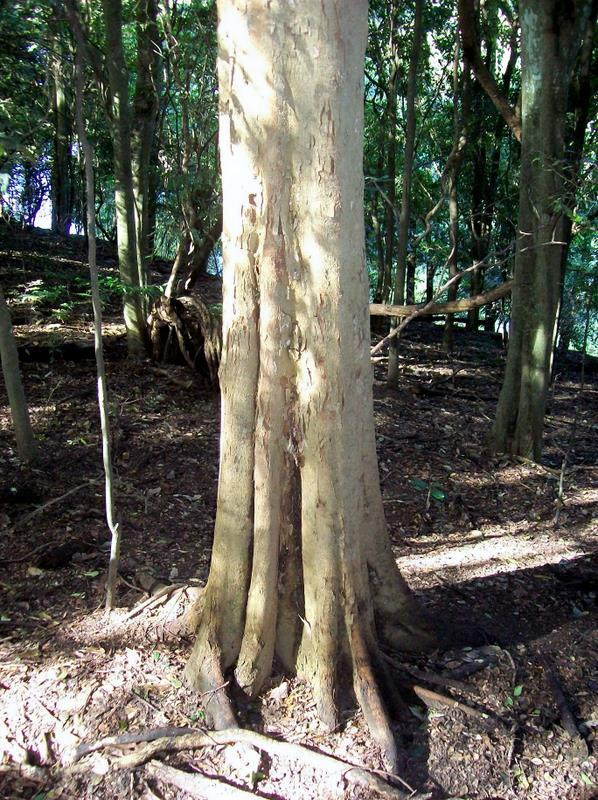